# Ferdinando Rodolfi
Ferdinando Rodolfi (San Zenone al Po, 7 agosto 1866 – Vicenza, 12 gennaio 1943) è stato un vescovo cattolico italiano.

## Biografia

### Gli anni di formazione e la personalità
Entrò nel seminario vescovile di Pavia a 12 anni e, compiuti gli studi con un anno di anticipo, fu consacrato sacerdote il 2 febbraio 1889 dal vescovo diocesano Agostino Gaetano Riboldi. Già dal 1888 e fino al 1911 insegnò matematica e materie scientifiche nello stesso seminario. Presso l'Università degli Studi di Pavia conseguì il diploma per l'insegnamento delle scienze naturali, mentre a Roma conseguì la laurea in filosofia nel luglio 1902 e le laurea in teologia nel 1904. Assistente al soglio pontificio di Pio X, venne nominato vescovo di Vicenza il 14 febbraio 1911 con bolla papale e consacrato dal vescovo Francesco Ciceri il 7 maggio successivo nella chiesa del Carmine di Pavia. Fece il solenne ingresso a Vicenza il 23 luglio 1911.
Fu uomo del suo tempo. Come studioso e uomo di cultura, visse lo spirito di fiducia nelle scienze e nel progresso, pur rispettando con convinzione i limiti imposti dalle direttive antimoderniste: "In molte scuole" - scriveva agli inizi del suo episcopato - "ancora si spaccia il materialismo come scienza, l'ipotesi di Darwin come una teoria certa e non s'ha vergogna di insegnare le pompose fandonie dell'evoluzione a giovanetti e fanciulle...". Come italiano, partecipò alla retorica patriottica della prima guerra mondiale e della conquista dell'Abissinia. Come protagonista che viveva in un ambiente di tensioni politiche e sociali, fu uomo di grande levatura e ascendente, sempre fedele e rispettoso dell'autorità civile qualunque fosse, ma deciso nel chiedere che essa svolgesse il suo ruolo di garante delle leggi. Consapevole e attento ai problemi sociali, cercò di avvicinare tra loro le classi padronali e quelle più umili, seppure con modalità paternalistiche. Fu un vescovo di grande sensibilità e capacità pastorali, efficiente organizzatore e impegnato nel rinnovamento delle attività pastorali e delle parrocchie.

### I primi anni di ministero
Fin dagli inizi del suo ministero volle imprimere alla Chiesa vicentina un forte impulso di rinnovamento, ponendo al centro dell'azione pastorale il ruolo della parrocchia. Grande impegno mise nel promuovere l'istruzione religiosa, attraverso le case della dottrina, la compilazione di nuovi testi, la formazione dei maestri, la pubblicazione del catechismo per gli adulti e del Piccolo Vangelo per le omelie festive.
Fin dagli inizi della sua attività pastorale si impegnò in campo politico e sociale, appoggiando il sindacalismo cattolico di mons. Giuseppe Arena e affrontando i dissidi che spaccavano al loro interno i cattolici. Favorì la nuova generazione di sacerdoti e di militanti laici che diede vita ad un nuovo movimento cattolico, una svolta vera e propria rispetto alla predicazione intransigente del clero ispirato ai fratelli Scotton: fece chiudere il loro giornale La riscossa e promosse la nascita del nuovo quotidiano Il corriere vicentino, di ispirazione cattolica. Nel 1917, nell'Italia ancora in guerra, affidò a mons. Arena l'incarico di redigere un progetto di ricomposizione del movimento cattolico vicentino, per renderlo capace di rispondere alle esigenze della ricostruzione.
Il modello proposto da Rodolfi era quello del parroco efficiente, organizzatore, che si occupava di attività culturali, assistenziali, sociali, ma contemporaneamente attento a valorizzare tutti gli aspetti del culto, a curare la vita di pietà e l'insegnamento della dottrina.
Nel 1912 divenne prelato dell'emigrazione e presidente onorario dell'Opera Bonomelli.

### La prima guerra mondiale
Quando, nel 1915, l'Italia entrò in guerra contro gli imperi centrali, il vescovo Rodolfi prese decisamente posizione in favore della partecipazione al conflitto: "Preghiamo per la grandezza d'Italia. Perché ci siano resi i confini che la natura pose; tra coloro che hanno la stessa lingua e sono della stessa stirpe più non si levi alcuna barriera". Mise immediatamente a disposizione il seminario vescovile, perché vi fosse collocato un ospedale militare, e i collegi tenuti dalle canossiane e dalle dame inglesi, per l'acquartieramento di soldati.
Nel 1916, quando le truppe austriache, in seguito all'operazione chiamata Strafexpedition, dilagarono sulle montagne vicentine, giungendo a minacciare anche la città, il vescovo organizzò in tutta la diocesi una serie di iniziative per l'aiuto materiale e spirituale alla popolazione e ai soldati. Per far questo utilizzò la rete dei sacerdoti diocesani, che avevano molto ascendente sulla popolazione, collaborando con il Comando militare e in particolare con il generale Pecori Giraldi, di stanza a Vicenza.
Ai primi di febbraio del 1917, il vescovo e il sindaco della città guidarono la popolazione a Monte Berico in una processione, durante la quale fu fatto "voto solenne di osservare come festivo in tutta la diocesi e in perpetuo il giorno 8 settembre, sacro alla Natività di Maria Santissima, se saremo preservati da incursioni nemiche nel territorio vicentino".
Dalle lettere che Rodolfi scriveva al cardinale Gasparri, segretario di Stato pontificio, si possono ricavare notizie dettagliate e precise sulla situazione del territorio vicentino durante la guerra, sull'invasione, sui bombardamenti, sull'esodo delle popolazioni; insieme con le notizie il vescovo esprime l'angoscia per le sofferenze della gente e uno struggente desiderio di pace.
Fin dall'inizio della guerra, e soprattutto dopo la disfatta di Caporetto, quando il clima politico e sociale si era deteriorato, egli dovette difendere i suoi sacerdoti dall'accusa di disfattismo. Nella lettera che scrisse nel 1918 al Capo del Governo traspare tutto il vigore della sua personalità: "I giudici scappati hanno condannato il prete rimasto... Ho 700 preti: 200 sotto le armi, 500 in cura d'anime. Dei 200 sacerdoti soldati, alcuni sono morti sul campo, altri sotto le valanghe, altri furono feriti, alcuni decorati, altri encomiati; nessuno ha mancato il suo dovere, nessuno. I 500 preti in cura d'anime sono tutti al loro posto dal principio della guerra! Nessuno l'ha lasciato... Non uno solo è fuggito; non uno mi ha chiesto un trasloco, non uno".
Il 5 maggio 1918, benedicendo i gagliardetti offerti dalle donne vicentine, ancora una volta incoraggiava i battaglioni alpini alla difesa della terra, della popolazione e delle chiese. Pochi mesi dopo, il 4 novembre, quando fu firmato l'armistizio, si presentava al balcone della sala Bernarda, nel palazzo comunale, attorniato dalle autorità cittadine, per ricevere l'acclamazione dell'immensa folla stipata in Piazza dei Signori, che celebrava la vittoria dell'Italia. "Ringraziamo il Signore!" - scrisse in quell'occasione - "Le nostre armi hanno ottenuto una splendida vittoria. La guerra è finita e la pace è vicina. Ringraziamo il Signore!". Quale riconoscimento dei suoi alti meriti civili, il 25 febbraio 1920 ricevette dal Governo la commenda dei Santi Maurizio e Lazzaro.

### I problemi sociali e l'azione pastorale del dopoguerra
Già durante la guerra Rodolfi era attento al degrado della vita sociale e alla crescente ingiustizia alimentata dei profittatori di guerra: "Altre preoccupazioni si hanno ora dagli uomini: l'oro e il piacere. Sì traffica e si guadagna con mezzi giusti e con mezzi iniqui, speculando sul povero e sul soldato e sulla guerra, che il sangue dei nostri fratelli".
Sia durante che finita la guerra, che aveva colpito in modo particolare il territorio vicentino, il vescovo si distinse per l'opera di soccorso alle popolazioni - che si trovavano in grave difficoltà per le case distrutte e la mancanza di approvvigionamenti - ai profughi e i soldati che ritornavano dal fronte. Nello stesso tempo si poneva come mediatore tra loro e le autorità, facendosi garante delle loro richieste, ma nello stesso tempo invitandoli ad avere pazienza e soprattutto a "non dare ascolto ai sobillatori". Le organizzazioni socialiste, infatti, in quel clima stavano guadagnando notevoli consensi soprattutto tra le classi operaie e i braccianti del basso vicentino.
Per scongiurare questo pericolo e per riportare il popolo cristiano agli antichi valori, il vescovo favorì la ripresa dell'Azione cattolica, i cui quadri erano stati scompaginati dalla guerra. Vicenza fu una tra le prime città d'Italia a dar vita alle associazioni degli uomini cattolici, della gioventù femminile e degli universitari cattolici. A Bassano del Grappa costituì il Collegio vescovile Graziani, e per formare dei professionisti e una nuova classe dirigente. Caldeggiò la costituzione, presso ogni parrocchia, di un Oratorio parrocchiale per l'educazione cristiana dei fanciulli.
Nel 1919 approvò, e appoggiò dall'esterno, la nascita del Partito Popolare che, per sua costituzione di ispirazione cattolica e interclassista, favoriva l'unità dei cattolici e toglieva spazio all'espandersi del socialismo.
Al fine di rinvigorire lo spirito religioso all'interno della comunità cristiana, egli diede un forte impulso al rinnovamento liturgico e alla diffusione del canto liturgico, incaricando mons. Ernesto Dalla Libera, che nel 1922 fondò e diresse una scuola ceciliana per la formazione di maestri e organisti parrocchiali. L'iniziativa denominata "Che il popolo canti" ebbe vasta risonanza, tanto che nel settembre del 1923 nella città di Vicenza fu organizzato un Congresso nazionale e il vescovo Rodolfi fu nominato presidente dell'Associazione italiana di Santa Cecilia, affiancato da mons. Dalla Libera quale segretario generale. (Opera: Che il popolo canti).

### I rapporti con il fascismo
Vi sono interpretazioni contrastanti sull'atteggiamento del vescovo Rodolfi di fronte al fascismo. Da una parte egli sicuramente apprezzò il ristabilimento dell'ordine pubblico e il fatto che il regime avesse bloccato l'espandersi del socialismo. Il regime era anche più favorevole alla Chiesa di quanto lo fosse stato quello liberale che aveva governato in precedenza, in questo seguendo la linea del nuovo papa Pio XI.
Per altro verso il vescovo condannò con fermezza le violenze dei fascisti, in particolare quelle operate nei confronti del clero. Forse l'episodio più drammatico fu quello che accadde nella notte fra il 7 e l'8 aprile 1924 a Sandrigo, quando una squadraccia fascista, che cercava mons. Giuseppe Arena per punirlo di una supposta opposizione politica durante le elezioni generali, entrò in canonica, umiliò e picchio a sangue due sacerdoti e la perpetua. Il vescovo Rodolfi scrisse immediatamente a Mussolini, allora capo del governo, e comminò la scomunica agli esecutori e ai mandanti dell'aggressione. Questo evento ebbe una larga ripercussione in tutta Italia; quando nel settembre dello stesso anno Mussolini venne a Vicenza per inaugurare il Piazzale della Vittoria, ricevette il vescovo per tentare una pacificazione.
In realtà il pensiero di Rodolfi fu sempre coerente con quanto aveva affermato nella sua prima lettera pastorale: "Io insegnerò sempre che ogni autorità è da Dio e che essa deve venire rispettata e obbedita, non solo per timore, ma anche per amore. E pregherò il Signore perché l'autorità non venga mai meno al suo altissimo compito di vegliare per l'osservanza delle leggi, per la tutela del diritto e per la custodia della pace".
Nonostante il Concordato del 1929, che aveva attribuito reali privilegi alla Chiesa, il regime fascista cercò di avocare a sé il monopolio dell'educazione giovanile, sciogliendo le organizzazioni cattoliche e colpendo così quello che era il maggior interesse della Chiesa. A Vicenza gli squadristi devastarono la sede delle Associazioni cattoliche a Ponte Pusterla. In questa occasione il vescovo scrisse al segretario federale del Fascio una ferma lettera di condanna, che fu divulgata clandestinamente in tutta Italia. Sicuramente non simpatizzante del regime, Rodolfi non fu un antifascista in senso politico, ma non smise di proporre al clero e alla gioventù vicentina una visione e un'interpretazione della vita, realmente alternative alla cosiddetta cultura fascista.
Nel 1935 Rodolfi appoggiò chiaramente la guerra coloniale italiana e la conquista dell'Abissinia. Scrisse una lettera diretta al clero e al popolo, in cui esortava alla disciplina: "Collaboriamo al bene della patria per una espansione che è necessaria al sobrio e laborioso popolo italiano, il quale cerca una terra che lo alimenti". Egli stesso concorse all'offerta dell'Oro alla Patria, recandosi personalmente nella sede della federazione provinciale fascista.

### Gli ultimi anni di episcopato e la seconda guerra mondiale
Negli anni trenta la sua azione pastorale dovette tener conto dei limiti imposti dal regime fascista alle attività educative, culturali e sociali. Si occupò così di promuovere la formazione dei suoi preti e dell'Azione cattolica; mostrandosi sempre riconoscente con i propri collaboratori, istituì due case per il clero bisognoso, una a Vicenza e l'altra a Rosà. Buon organizzatore, pose mano al riordino degli uffici e dell'archivio della curia vescovile e promosse quello delle canoniche, degli uffici e degli archivi parrocchiali.
Al momento dell'entrata in guerra dell'Italia, nel 1940, invitò il clero e il popolo alla preghiera, al sacrificio, al ricordo dei soldati e all'amor di patria. Senza prendere posizione dal punto di vista politico, parlò della guerra come di un male, sottolineando invece la speranza per una pace duratura.
Gravemente malato dagli inizi del 1941 - e alla fine di quest'anno le sue condizioni erano disperate - si spense il 12 gennaio 1943 dopo 33 anni alla guida della diocesi berica, e venne sepolto nella cripta della cattedrale cittadina. Nominò quale erede universale il seminario diocesano.

## Opere
- Catechismo e catechisti: Omaggio a s. Carlo Borromeo nel IV centenario della nascita, Estr. da: Bollettino della Diocesi di Vicenza, XXIX, 1938, 11 S92.3730
- De arithmetica di S.Boezio , Erscheinungsort nicht ermittelbar, 1894, OCLC 1068680443 Ristampa in F. Rodolfi, Iddio Creatore. Lettera pastorale per la Quaresima 1942, a cura di I. F. Baldo, Vicenza,  Editrice Veneta, 2009, pp.47-60.
- Gli operai della vigna, 	Tip. pont. vesc. S. Giuseppe G. Rumor, 1940
- Lettera pastorale: Iddio creatore, Natale 1942

## Genealogia episcopale e successione apostolica
La genealogia episcopale è:
- Cardinale Scipione Rebiba
- Cardinale Giulio Antonio Santori
- Cardinale Girolamo Bernerio, O.P.
- Arcivescovo Galeazzo Sanvitale
- Cardinale Ludovico Ludovisi
- Cardinale Luigi Caetani
- Cardinale Ulderico Carpegna
- Cardinale Paluzzo Paluzzi Altieri degli Albertoni
- Papa Benedetto XIII
- Papa Benedetto XIV
- Papa Clemente XIII
- Cardinale Marcantonio Colonna
- Cardinale Giacinto Sigismondo Gerdil, B.
- Cardinale Giulio Maria della Somaglia
- Cardinale Carlo Odescalchi, S.I.
- Cardinale Costantino Patrizi Naro
- Cardinale Lucido Maria Parocchi
- Cardinale Agostino Gaetano Riboldi
- Vescovo Francesco Ciceri
- Vescovo Ferdinando Rodolfi

La successione apostolica è:
- Vescovo Giorgio de Lucchi (1911)
- Cardinale Elia Dalla Costa (1923)
- Vescovo Antonio Mantiero (1931)
- Vescovo Beniamino Socche (1939)